# Mal de Pott
 Mise en garde médicale
Le mal de Pott est une spondylodiscite, c'est-à-dire une infection d'un disque intervertébral ou des corps vertébraux adjacents, due au bacille de la tuberculose. Il s'agit d'une urgence médicale qui nécessite une prise en charge rapide, une antibiothérapie lourde et longue (12 mois de traitement) et parfois un traitement chirurgical orthopédique. Sa dénomination provient du chirurgien britannique Percivall Pott, connu pour ses travaux sur cette maladie.
Il représente 50 % des manifestations de la tuberculose ostéoarticulaire. La contamination est hématogène.

## Signes cliniques
- Altération de l'état général

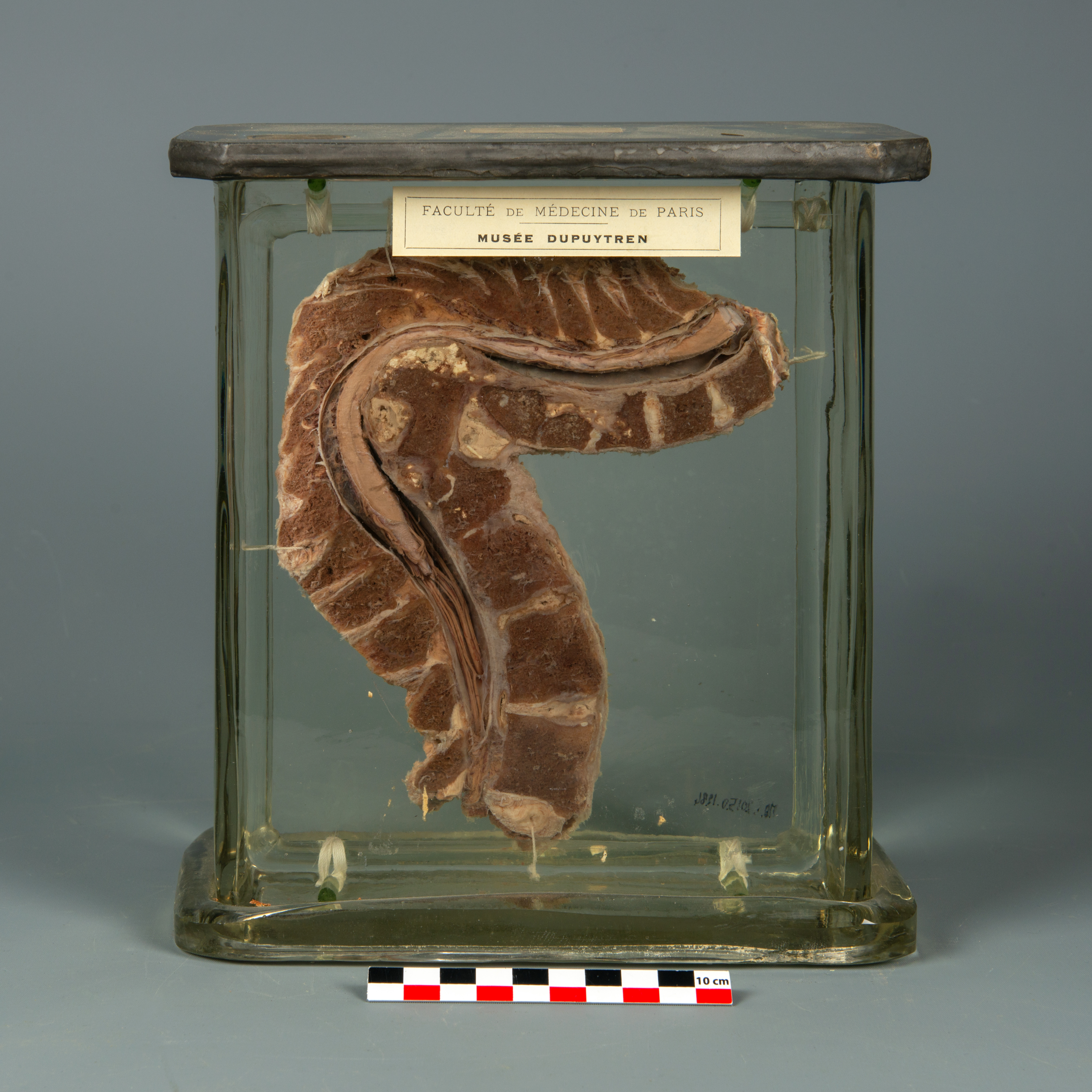
Portion de colonne vertébrale atteinte du mal de Pott. Conservé au Musée Dupuytren.

- Douleur rachidienne au niveau de la charnière dorso-lombaire dans 90 % des cas, très localisée, à type inflammatoire, que l'on réveille à la palpation d'une ou deux épineuses
- Raideur segmentaire du rachis
- À la radiographie, on constate un flou des plateaux vertébraux traduisant une attaque du caséum.

Phase d'état :
- Dégradation de l'état général
- Douleur croissante au niveau rachidien, et risque de complications due à la migration du caséum pouvant se traduire par une paraplégie, un abcès froid, un syndrome de la queue de cheval, un abcès paravertébral (avec décollement du GLCVA)
- Le bacille peut migrer le long d'une gaine musculaire (psoas), et gagner la peau où il provoque un abcès froid
- Peut causer des arthrodèses
- Apparition d'une gibbosité

## Traitement
- Traitement antituberculeux (18- 24 mois)
- Immobilisation par corset
- Chirurgie possible pour traiter les arthrodèses

## Classification CIM
Dans la classification CIM 10, le mal de Pott a le code : A18.0 + M49.0*